# Campionato italiano indoor maschile di pallanuoto 1964
Il campionato italiano indoor 1964 è stata la 10ª edizione del campionato italiano indoor maschile di pallanuoto. Il torneo fu disputato da tredici squadre raggruppate inizialmente in tre gironi. Le prime due classificate di ogni girone si affrontarono in un girone finale disputato a Roma dal 10 al 12 aprile 1964.

## Finali

### Classifica
|  |    | Finali 1964       | Pt | G | V | N | P | GF | GS | DR  |
|  | -- | ----------------- | -- | - | - | - | - | -- | -- | --- |
|  | 1. | Lazio             | 9  | 5 | 4 | 1 | 0 | 15 | 7  | +8  |
|  | 2. | Napoli            | 7  | 5 | 3 | 1 | 1 | 18 | 11 | +7  |
|  | 3. | Canottieri Napoli | 6  | 5 | 2 | 2 | 1 | 18 | 11 | +7  |
|  | 4. | Pro Recco         | 5  | 5 | 2 | 1 | 2 | 17 | 13 | +4  |
|  | 5. | Pegli             | 2  | 5 | 0 | 2 | 3 | 13 | 22 | -9  |
|  | 6. | Florentia         | 1  | 5 | 0 | 1 | 4 | 5  | 22 | -17 |

## Verdetti
- Lazio Campione indoor d'Italia 1964